# Anni Swan
Anni Emilia Swan, efter 1907 Manninen, född 4 januari 1875 i Helsingfors, död 24 mars 1958 i samma stad, var en finländsk barn- och ungdomsförfattare, tidningsskribent och översättare. Hon anses vara den finska flicklitteraturens föregångare men skrev även för pojkar.

## Familj
Anni Swan var en av nio döttrar till kulturpersonligheten Carl Gustaf Swan, som grundade den första tidningen i Villmanstrand, och hans maka Emilia Malin. Hon växte upp i ett svenskspråkigt hem men fadern, inspirerad av Johan Vilhelm Snellmans fennomani, kunde ganska bra finska; moderns finska blev dock aldrig flytande. Anni Swan lärde sig att läsa redan i 5-årsåldern och skrev sina första små berättelser i 8-årsåldern.
Swan var gift med författaren och översättaren Otto Manninen. De fick tre barn: översättaren Antero Manninen (1907–2000), författaren Sulevi Manninen (1909–1936) och teatermannen Mauno Manninen (1915–1969).

## Liv och verk
Anni Swan tog studentexamen från Helsingfors Finska Samskola 1895 och inledde därefter sina studier i humaniora vid Helsingfors universitet. Hon avlade dock inte någon examen utan 1899 flyttade till Jyväskylä för att utbilda sig till folkskollärarinna vid ett seminarium. Hon arbetade sedan i femton år som lärarinna i Sveaborg och i Helsingfors.
Swans första sagosamling, Satuja, utkom 1901, och därmed lade hon grunden för den symbolistiska finska konstsagan. Hennes sagoböcker utkom 1901–1923 och i ett samlingsverk 1933. Swan skrev både lyriska konstsagor och realistiska vardagsberättelser. Hennes magiska sagoskog bjuder in läsarna på ett äventyr med skogstroll och tomtar. Swan såg sina sagor som ett sätt att stimulera barnens fantasi och därför är många av hennes sagor skrivna medan hon umgicks med barn.
Hennes första ungdomsbok, pojkboken Arvingen till Tottesund utkom 1914. Andra kända ungdomsböcker av Anni Swan är Iris Klewe: en skolflickans historia (1916), Olles öden och äventyr (1919) och Solstrålarna på Stenkulla (1927). De modiga och uppfinningsrika figurerna i hennes böcker har inspirerat många senare ungdomsförfattare.
Swan skrev även för barntidningarna Pääskynen och Nuorten toveri och var verksam som översättare. Hon översatte bland annat berättelser om Reinecke Fuchs och Bror Kanin samt Jacob och Wilhelm Grimms sagor. Tillsammans med fästmannen Otto Manninen översatte hon Lewis Carrolls Alice i Underlandet, som utgavs 1906.
Anni Swan är begravd på Sandudds begravningsplats i Helsingfors, grav U28-3-3.
Två gator i Finland bär Anni Swans namn, en i S:t Michel och en i Villmanstrand. Även en park i Kangasniemi, Anni Swanin puisto, är uppkallad efter henne.
IBBY:s finländska sektion utdelar sedan 1967 Anni Swan-medaljen till författare av barn- och ungdomsböcker.

### Barnböcker
- Satuja I–III (1901–1905).
- Pieniä satuja I–V (1906).
- Lasten-näytelmiä (1910).
- Tarinoita lapsille (1912).
- Satuja ja tarinoita (1917).
- Satuja (1920).
- Satuja VI (1923).
- Lastennäytelmiä II (1923).
- Kettu Repolainen (1949).
- Kotavuoren satuja ja tarinoita (1957).

### Ungdomsböcker
- Arvingen till Tottesund (1914).
- Iris Klewe: en skolflickans historia (1916).
- Kaarinan kesäloma (1918).
- Olles öden och äventyr (1919).
- Pikkupappilassa (1922).
- Ulla ja Mark (1924).
- Solstrålarna på Stenkulla (1927).
- Sara ja Sarri matkustavat (1930).
- Me kolme ja Ritvan suojatit (1937).
- Pauli on koditon (1946).
- Arnellin perhe (1949).